# Rune Trolleryd
Rune Waldemar Lennart Trolleryd född 1 mars 1937 i Önnestad, Kristianstads län, är en svensk reklamtecknare, författare, målare och tecknare.
Han är son till Folke Andersson och Brita Trolleryd. Han reklamutbildades vid Sydsvenska Dagbladet i Malmö och kompletterade son utbildning med teckning och målning vid Skånska målarskolan samt genom självstudier under resor till Frankrike. Separat har han ställt ut i bland annat Varberg och Borås. Tillsammans med fotografen Björn Larsson ställde han ut i Lund 1963 och tillsammans med Rosemary Svanberg ställde han ut 1965. Hans konst består förutom reklamteckningar av småformatiga arbeten med spelmansfigurer, nakna huldror, exotiska djur och sagoskildringar i en naiviserande stil. Som tidningstecknare har han medarbetat i Sydsvenska Dagbladet och Skånska Dagbladet. Han utgav under 1960-talet porrböckerna Ligga i Lund och Ligga...stick och mellanstick som han själv illustrerade med tuschteckningar. Tillsammans med Bertil Malmqvist producerade han en långfilm baserad på Ligga i Lund 1981. Han har varit verksam under signaturen Anders Tosse.